# کوه یامانتاو
کوه یامانتاو (به لاتین: Mount Yamantau) یک کوه در روسیه است که در باشقیرستان واقع شده‌است. کوه یامانتاو ۱٬۶۴۰ متر بالاتر از سطح دریا واقع شده‌است.